# Powiat Kapuvár
Powiat Kapuvár (węg. Kapuvári járás) – jeden z siedmiu powiatów komitatu Győr-Moson-Sopron na Węgrzech. Siedzibą władz jest miasto Kapuvár.

## Miejscowości powiatu Kapuvár
- Agyagosszergény
- Babót
- Beled
- Cirák
- Dénesfa
- Edve
- Gyóró
- Himod
- Hövej
- Kapuvár
- Kisfalud
- Mihályi
- Osli
- Rábakecöl
- Szárföld
- Vadosfa
- Vásárosfalu
- Veszkény
- Vitnyéd